# Annabelle: Zrození zla
Annabelle: Zrození zla (v anglickém originále Annabelle: Creation) je americký hororový film z roku 2017. Film režíroval David F. Sandberg. Film je inspirován příběhem panenky jménem Annabelle, kde vysvětluje její původ posednutí a události, které se stanou ve filmu Annabelle.

## Děj
Děj se odehrává v rodině výrobce panenek, kterému zemře dcera Annabelle (Bee) v 7 letech. A tak do domu Samuela Mullinse (Anthony LaPaglia) se stěhuje řádová sestra Charlotte (Stephanie Sigman) se 6 osiřelými dívkami. Jedna z nich, Janice (Talitha Bateman), se na domu něco nezdá a objeví v zamčené skříni zamčenou panenku, Annabelle. V domě se začínají dít nevysvětlitelné jevy a čím dál více se stupňují.
Janice mezitím posedl démon, který ji ovládl a chce zavraždit všechny v domě včetně pana Mullinse. Teprve sestra Charlotte se od paní Mullinsové dozvídá pravdu o panence Annabelle. Po smrti Bee se totiž oba rodiče upsali ďáblu, aby mohli svoji dceru vídat i po smrti. Proto souhlasili s převtělením Annabelliny duše do panenky. Ale vše se zvrtlo, a tak Annabellinu duši posedl démon, který umí převzít její podobu a z nevinné holčičky se stal démon, který ublížil i paní Mullinsové. A tak rodiče proto panenku uzavřeli do skříně, aby nemohla ubližovat lidem.
Janice se nakonec dostává z domu pryč a Charlotte s dívkami odchází. Jenže Janice se v dospívání stala satanistkou a děj tak navazuje tematicky na první film Annabelle.

## Obsazení
| Stephanie Sigman   | sestra Charlotte  |
| Miranda Otto       | Esther Mullinsová |
| Talitha Bateman    | Janice            |
| Anthony LaPaglia   | Samuel Mullins    |
| Lulu Wilson        | Linda             |
| Samara Lee         | Bee               |
| Grace Fulton       | Carol             |
| Philippa Coulthard | Nancy             |
| Brian Howe         | Pete Higgins      |
| Kerry O'Malley     | Sharon Higginsová |
| Mark Bramhall      | otec Massey       |
| Adam Bartley       | důstojník Fuller  |
| Liam James Ramos   | malý chlapec      |